# Сестри Гозадінови
Сестри Гозадінови — Софія Гнатівна (1828–1906), Марія Гнатівна (1831–1898) та Олена Гнатівна (1837–1920) — українські громадські діячки, просвітительки та педагогині, які зробили вагомий внесок у розвиток жіночої освіти на Півдні України. Засновниці першого жіночого навчального закладу в Херсоні.

## Життєпис
Сестри Гозадінови народилися у Криму в родині Iгнaтiя Iвaнoвичa Гoзaдiнoвa, судді у Бaxчиcapaї. Мали грецько-українське походження та належали до православної інтелігенції. Їхній родовід пов'язаний із церковним діячем XVIII століття — митрополитом Ігнатієм Гозадіновим, якому вони доводилися правнучатими племінницями.
У Криму сестри здобули різнобічну домашню освіту, опанували іноземні мови, основи педагогіки, літератури та мистецтва. Вони були добре підготовленими для викладацької діяльності.
У вересні 1854 року, в розпал Кримської війни, родина Гозадінових була змушена залишити Крим і переселитися до Херсона. На той момент у місті не існувало навчальних закладів, які б надавали дівчатам системну та якісну освіту, наближену до гімназичної.
Жодна з сестер не одружувалась, і свою увагу вони повністю зосередиди на розвитку жіночої освіти в Херсоні.

## Освітня діяльність

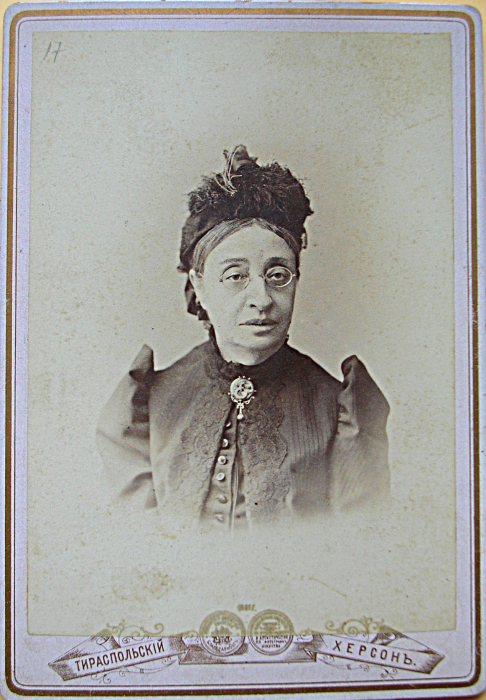
Софія Гозадінова, викладачка історії Херсонської жіночої Маріїнської гімназії з 1864 по 1901 рік

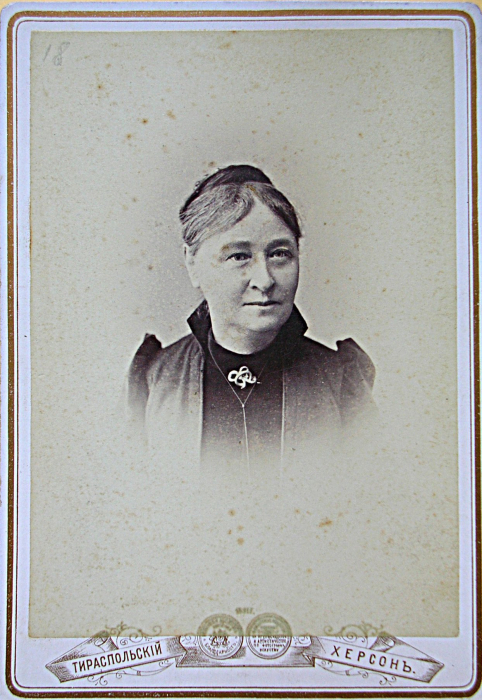
Олена Гозадінова, викладачка географії та французької мови Херсонської жіночої Маріїнської гімназії

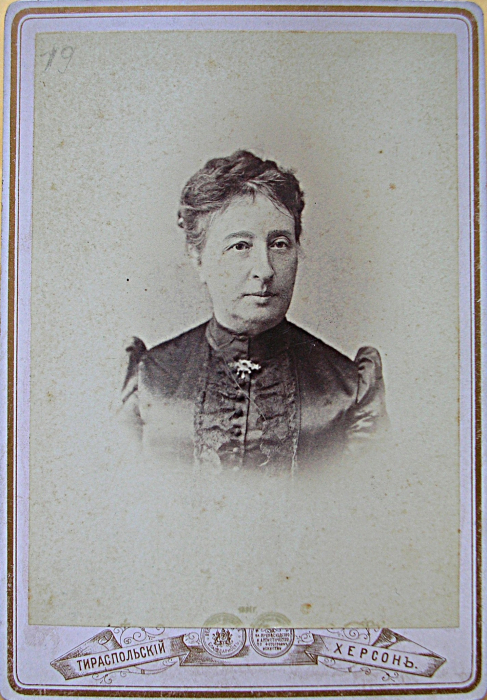
Марія Гозадінова, директорка та викладачка гімназії з 1864 до 1898 рік

Для пансіону було придбано будинок, розташований навпроти їхнього житла на вулиці Рішельєвській. Офіційне відкриття Херсонського приватного жіночого пансіону відбулося 21 травня 1855 року за дозволом міністра народної освіти. У закладі викладали вчителі з чоловічої гімназії, а також самі сестри Гозадінови. Марія Гозадінова була директором пансіону і викладала російську літературу, Софія Гнатівна викладала історію, а Олена Гнатівна — географію і французьку мову. Всі три сестри були висококваліфікованими педагогинями, що справили значний вплив на розвиток освіти в Херсоні. 
Пансіон, заснований сестрами Гозадіновими, швидко здобув популярність у місті. Програма навчання розширювалася, а кількість учениць невпинно зростала.
У 1864 році пансіон отримав статус приватної гімназії і кількість класів та учениць продовжила зростати. Заклад мав високий рівень навчання та включав курси мов, природничих наук, історії, музики та рукоділля. 
У 1866 році, за ініціативи губернатора Клушина, міська дума запропонувала сестер Гозадінових перетворити їхню приватну жіночу гімназію на громадську, що і було здійснено в серпні того ж року. Це дозволило їм повністю зосередитися на навчальному процесі, в той час як матеріальне забезпечення гімназії стало відповідальністю опікунської ради, а фінансову підтримку надавали міська, повітова та губернська земська управи. Отримавши статус державної, гімназія розширила свою програму, зокрема, відкрила сьомий клас у 1871 році та восьмий клас у 1885 році. Кількість учениць постійно зростала: 1869 року в гімназії навчалося 136 дівчат, у 1897 році їх було вже 473, а в 1900 році — понад 600 учениць. Це свідчить про високий попит на якісну освіту, яку пропонували сестри Гозадінови. Протягом десятиліть сестри Гозадінови очолювали заклад і залишалися викладачками.
Педагогічний склад також був висококваліфікованим, серед викладачів були жінки, які проходили курс навчання в Бестужевських курсах (збереглися автографи кількох викладачок).
У 1885 році навчальний заклад отримав назву 1-ї Маріїнсько-Олександрівської жіночої гімназії. Наприкінці XIX століття гімназія була переміщена до новозбудованої будівлі на Поштовій вулиці. Будівля з куполами була зруйнована під час Другої світової війни, на її місці після війни був побудований технікум судномеханічного профілю.

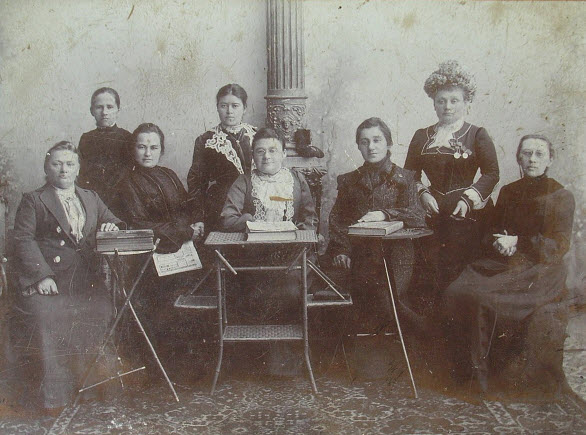
Викладачі Херсонської жіночої Маріїнської гімназії

У 1905 році Софія Гозадінова у своїх спогадах, опублікованих у газеті "Юг", зазначила, що в 1901 році вона та її сестра Олена були втомлені від багаторічної роботи й з жалем залишали гімназію, не доживши до 50-річчя її заснування.
Олена Гнатівна, молодша з сестер Гозадінових, пережила серйозну хворобу, яка призвела до обмеження її рухових можливостей, і змушена була пересуватися на інвалідному візку. Попри це, вона не зупинилася у своїй педагогічній і громадській діяльності. Олена Гозадінова продовжувала активно брати участь у житті міста, організовувати та керувати навчальними закладами. Так у 1912-1913 роках вона збудувала власним коштом школу для дітей в районі Соляного (Корабельного) та передала її міській владі. Цей заклад став відомим серед місцевих як "школа Гозадінової", що свідчило про визнання та повагу з боку мешканців Херсона. На 2025 рік цей об'єкт є частиною корпусу Херсонського морехідного училища рибної промисловості. З 2000 року він перебуває на обліку як пам'ятка історії місцевого значення.
У 1913 році провулок, що проходив уздовж будівлі школи, був названий Гозадіновським спуском на честь сестер, можливо, за аналогією з Солянським спуском.
Олена Гозадінова померла в 1920 році в період голоду. Пам'ятник на її честь не був встановлений, але, за деякими свідченнями, її поховали з почестями, хоча місце її поховання невідоме.

## Спадщина
Сестри Гозадінови стали символом жіночої емансипації в регіоні, їхня діяльність мала великий вплив на поширення жіночої освіти в Херсоні й на Півдні України загалом.
У радянський період їхнї постаті були забути, однак у XXI столітті краєзнавці повернули суспільству знання про цих визначних жінок.

## Пам’ять
У 2023 році в Херсоні з’явився провулок Сестер Гозадінових, названий на їхню честь.